# Dodge Hornet
La Dodge Hornet è una concept car prodotta dalla casa automobilistica statunitense Dodge nel 2006.

## Descrizione e storia
La Hornet è una monovolume progettata e sviluppata dalla Dodge, presentata nel 2006 in anteprima al salone di Ginevra come un primo tentativo del costruttore americano di realizzare un'autovettura di piccole dimensioni; la vettura doveva essere prodotta nel 2010, ma in seguito alla crisi economica del 2009 e alla conseguente riorganizzazione del Gruppo Chrysler, il progetto è stato abbandonato.
La Hornet era alimentata da un motore Tritec a 4 cilindri in linea sovralimentato con in compressore volumetrico da 1,6 litri con 170 CV. Questo motore era in grado di far accelerare da 0 a 60 mph (da 0 a 97 km/h) la vettura in 7,5 secondi e toccare una velocità massima stimata di circa 135 mph (217 km/h). Questo motore è stato prodotto attraverso una joint venture tra Chrysler-BMW in Brasile.
Nell'agosto 2022 il nome Hornet viene riutilizzato per un Crossover SUV realizzato sulla base dell'Alfa Romeo Tonale.